# Малое Городно (Крупский район)
Малое Городно (бел. Малое Горадна) — деревня в Ухвальском сельсовете (до 2009 — в Выдрицком сельсовете), в 45 км на юго-запад от города Крупки, в 110 км от Минска. На севере течет река Бобр.

## История

### В составе ВКЛ и Речи Посполитой
Известна с 1670 как деревня в составе Борисовского староства, 6 дворов, государственная собственность.

### В составе Российской империи
После Второго раздела Речи Посполитой (1793) в составе Российской империи.
В 1804 здесь было 15 семей.
Во 2-й половине XIX века — начале XX века в Велятичской волости Борисовского уезда Минской губернии.
В 1800 обозначена как деревня Нижнее Городно, 139 жителей, собственность виленского воеводы М.Радивила.
В 1880-е тут заработала школа грамоты, которая была закрыта в 1890-е из-за бедности крестьян, которые не могли ее содержать.
В 1897 деревня Малое Городно, 21 двор, 267 жителей.
В 1909 насчитывалось 27 дворов, 235 жителей.
В 1917 было 28 дворов, 229 жителей.

### В составе СССР
С 20 августа 1924 в составе Выдрицкого сельсовета Крупского района Борисовской округи, с 18 июня 1927 -Оршанской округи.
В 1926 в деревне 40 дворов, 241 житель.
В годы коллективизации появился колхоз «Трактор», который в январе 1932 насчитывал 45 хозяйств.
С 20 февраля 1938 — в Минской области.
В ВОВ с 1.7.1941 по 28.6.1944 была оккупирована. На фронтах погибли 15 жителей.
В 1950 году в составе колхоза им. Кирова.
В 1959 было 263 жителя.

### В составе Беларуси
В 1998 было 80 хозяйств, 198 жителей. 
С 2004 в составе «Крупский райагросервис». В 2010 было 22 хозяйств, 28 жителей.